# Messerschmitt Me 323
Die Me 323 „Gigant“ war ein Transportflugzeug der deutschen Luftwaffe und das größte landgestützte Transportflugzeug des Zweiten Weltkrieges.
Sie war die zunächst mit vier, dann mit sechs Motoren ausgerüstete Weiterentwicklung des schweren Lastenseglers Me 321. Konstrukteur war Josef Fröhlich.

## Bau und Einsatz
Am 20. Januar 1942 erfolgte der Erstflug der Me 323 in viermotoriger Ausführung. Viermotorige Maschinen der Serien A, B und C wurden in kleinsten Stückzahlen gebaut. Die ersten sechsmotorigen Serienmaschinen Me 323 D-1 wurden ab September 1942 von den Produktionsstätten Leipheim und Obertraubling ausgeliefert, gefolgt von der Me 323 D-2 mit Zweiblattluftschrauben und der Me 323 D-6 mit stärkerer Abwehrbewaffnung. Die Me 323 E-1 und E-2 hatten stärkere Motoren und eine verstärkte Abwehrbewaffnung. Die Fertigung in Leipheim und Obertraubling lief im April 1944 aus. Wahrscheinlich wurden noch einige Me 323 F, eine leicht verbesserte Version der E-Serie, bei der Luftschiffbau Zeppelin GmbH in Friedrichshafen gebaut. Die Zeichnungen der F-Version waren am 6. Juli 1943 bei Messerschmitt fertiggestellt und dann den Zeppelin-Werken übergeben worden. 1943 war beschlossen worden, die Fertigung der Me 323 in die Zeppelin-Werke nach Friedrichshafen zu verlegen.
Eingesetzt wurden die Maschinen ab November 1942 bei der I./KG z. b. V. (zur besonderen Verwendung) 323 im Mittelmeerraum zum Nachschubtransport für die in Nordafrika kämpfenden deutschen und italienischen Truppen. Das geschah häufig in größeren Gruppen von bis zu 100 Maschinen (zusammen mit Ju 52/3m), die von Bf 110 begleitet wurden. Da die alliierten Luftstreitkräfte in diesem Gebiet im Laufe der Monate die Luftüberlegenheit errangen, kam es zu teilweise schweren Verlusten. So wurden allein am 22. April 1943 14 Me 323 eines Betriebsstofftransports bei Cap Bon abgeschossen.
Bis zum September 1943 erfolgten die Einsätze im Mittelmeerraum. Dabei gingen etwa 65 Me 323 verloren, weitere 25 wurden beschädigt. Die Besatzungen waren bei Abschüssen über dem Mittelmeer meist rettungslos verloren. Ab Oktober 1943 wurde die im Mai 1943 in Transportgeschwader 5 umbenannte Einheit an die Ostfront verlegt. Dort wurde auch die mit zusätzlichen Waffenständen versehene Nachfolgeversion Me 323 E-1 eingesetzt. Bis zu 14 Maschinen wurden ab Oktober 1944 in der IV. Gruppe des Transportgeschwaders 4 eingesetzt.
Als Starthilfe bei Überlaststarts mit Nutzlasten von bis zu 22 Tonnen – statt der normalerweise vorgesehenen 11 Tonnen – Nutzlast wurden unter anderem Starthilfsraketen oder eine Heinkel He 111 Z (die Zwilling genannte fünfmotorige Doppelrumpfausführung der He 111) verwendet.
Ein Konstruktionsproblem waren die hoch montierten Triebwerke: Im Falle eines Durchstartens wirkte die gesteigerte Zugkraft der Motoren auf die Gesamtkonstruktion und drückte die Flugzeugnase nach unten. Dies führte bei Landeabbrüchen mehrfach zum Absturz.
| Typ   | Leipheim | Obertraubling | SUMME |
| ----- | -------- | ------------- | ----- |
| D-1   | 21       | 32            | 53    |
| D-2   | 1        | 33            | 34    |
| D-6   | 25       | 30            | 55    |
| E-1   | 46       | 10            | 56    |
| SUMME | 93       | 105           | 198   |

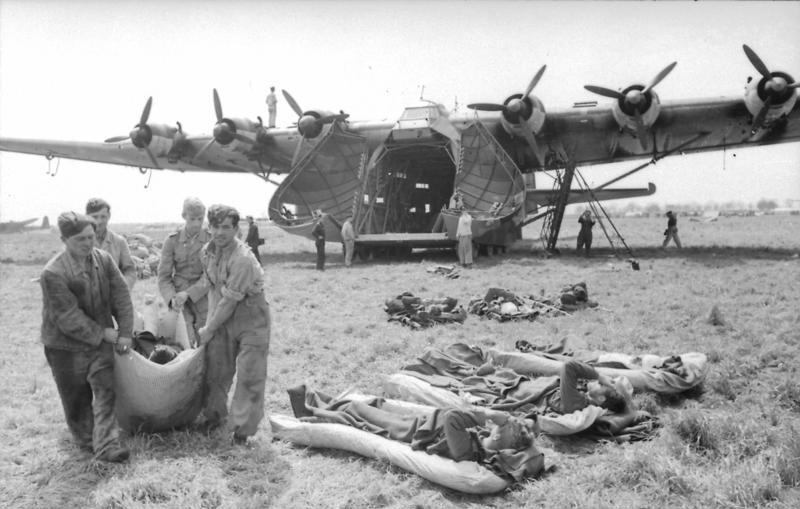
Eine Me 323 beim Transport Verwundeter in Italien
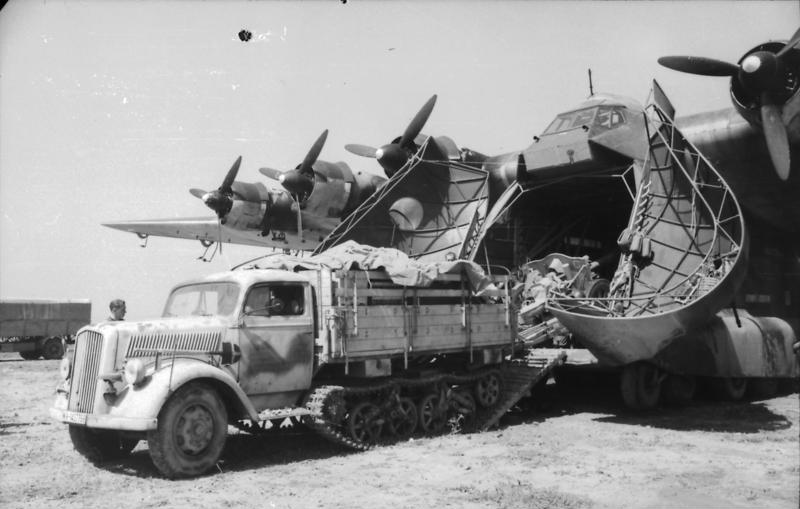
Luftverladbarer Opel Maultier, Nutzlast 2 t
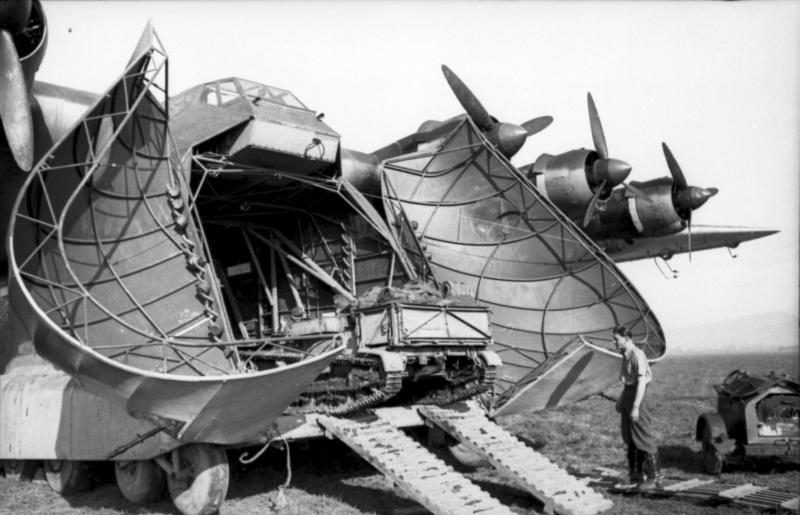
Entladung eines Renault-Panzers in Tunesien
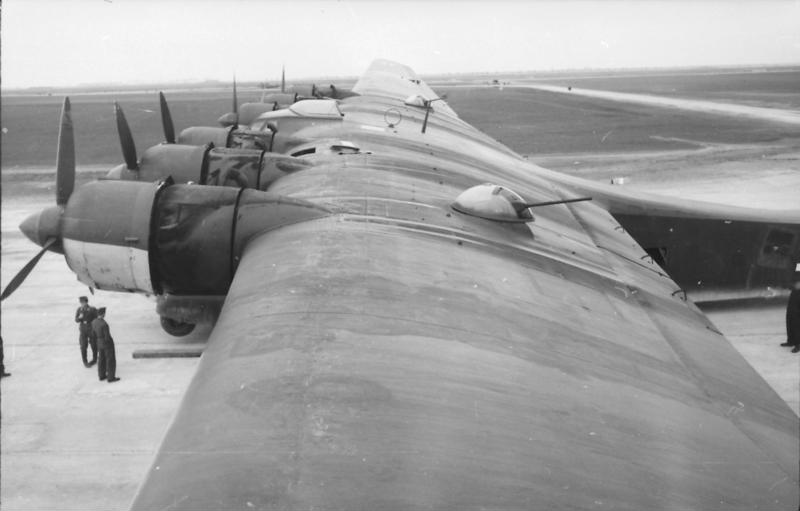
Maschinengewehre auf den Tragflächen
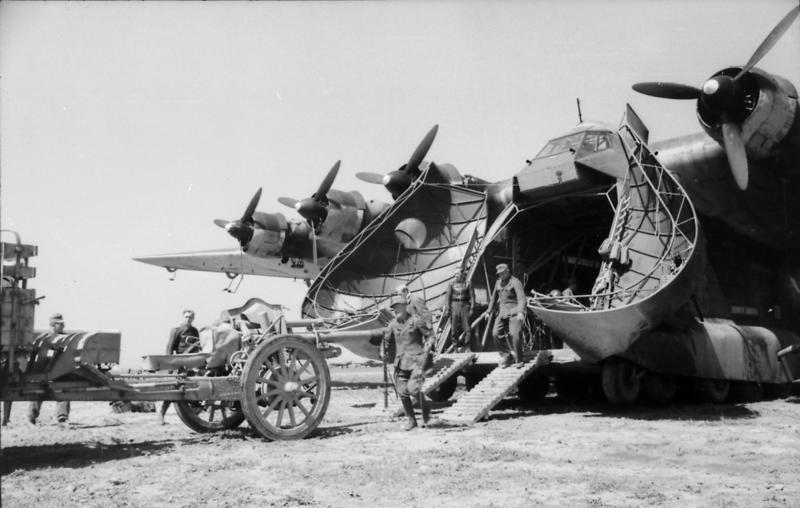
Beladen einer Me 323 in Italien 1943
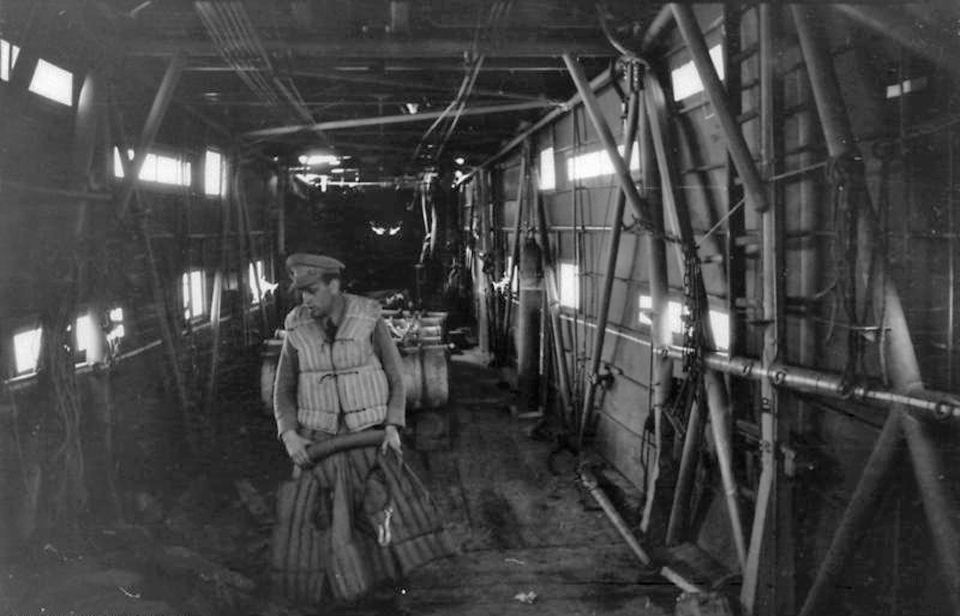
Innenraum der Me 323
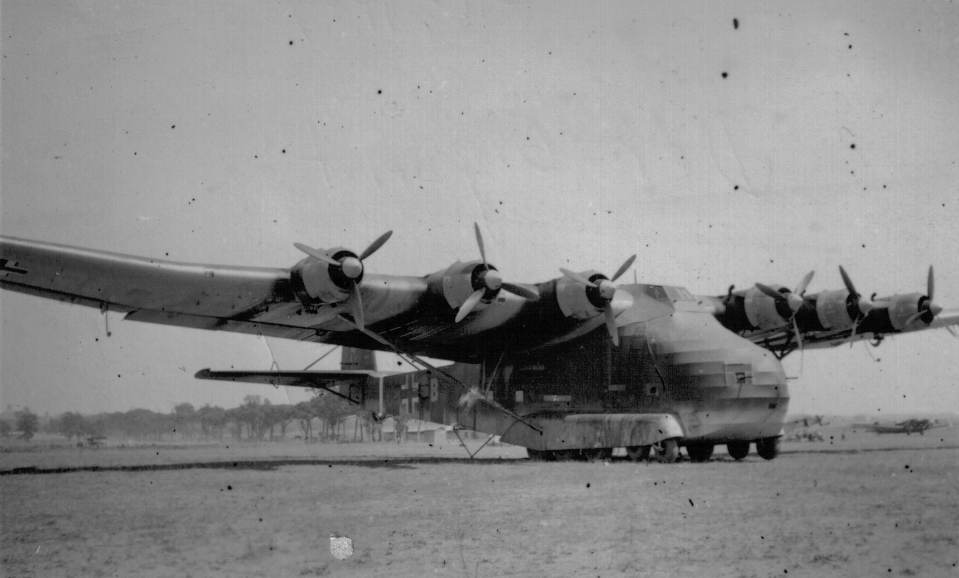
„Gigant“ auf einem italienischen Feldflugplatz (August 1943)
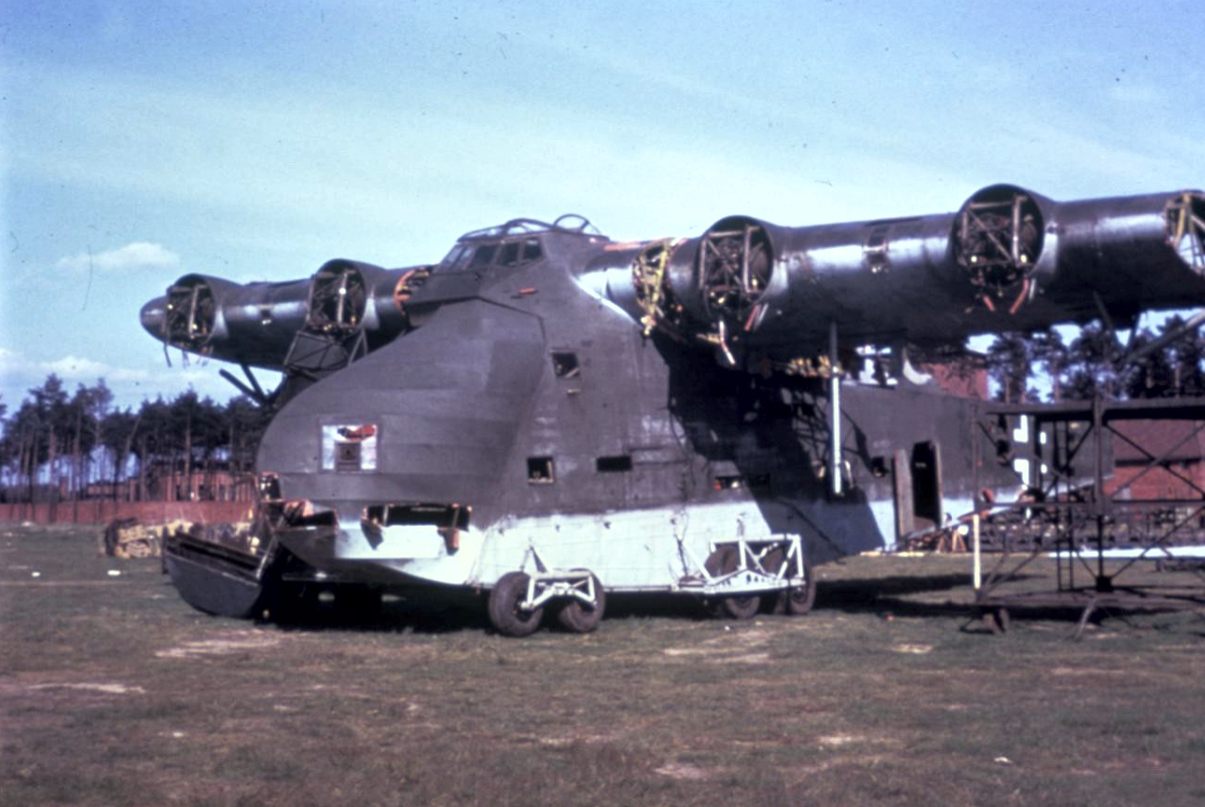
Wrack einer Me 323 in Gardelegen (14. April 1945)

## Versuchsmuster und weitere Pläne
Die ursprüngliche Planung für die Me 323 sah den Bau von 15 Versuchsmustern (V1–V15, W.-Nr. 800–814) vor (für die V1 sind keine Unterlagen zu finden). Die Ausrüstung der Flugzeuge sollte weitgehend mit französischen Motoren erfolgen, wobei die V2, V5 und V6 mit vier Motoren ausgerüstet werden sollten, der Rest mit sechs Motoren. Ausnahmen waren die V13 mit vier Alfa-Romeo-Motoren und die V14 mit Jumo-211-J-Motoren. Ob tatsächlich alle Versuchsmuster gebaut wurden, lässt sich nicht nachweisen. Bei der V16 (W.-Nr. 160001, DU+QZ) handelt es sich um den Prototyp für die F-Serie. Die V18 war die W.-Nr. 130027. Sie wurde unter anderem bei der Erprobungsstelle Rechlin für den Abwurf von Versuchskörpern bei der Erprobung von Hochgeschwindigkeits-Bremsschirmen eingesetzt. Eine Me 323 wurde als Me 323 WT (WT für Waffenträger) mit schwerster Luftabwehrbewaffnung gebaut. Diese Maschine sollte keine Fracht fliegen, sondern Me-323-Transportflugzeuge begleiten und mit ihren vielen MG-Ständen im Rumpf und auf den Tragflächen Feuerschutz gegen angreifende feindliche Jäger bieten.
Bei Zeppelin in Friedrichshafen wurde 1943 die Z Me 323 G (Z für Zeppelin) entworfen. Sie sollte eine Mindest-Nutzlast von 12,7 Tonnen tragen können. Im Mai 1944 legte die Firma den Entwurf für die Z Me 323 H für 16,2 Tonnen Mindest-Nutzlast vor. Das Jägernotprogramm beendete den Bau der Messerschmitt Gigant.

## Technische Daten
| Kenngröße             | Daten Me 323 D-1                                                                                    | Daten Me 323 E                                                                               |
| --------------------- | --------------------------------------------------------------------------------------------------- | -------------------------------------------------------------------------------------------- |
| Besatzung             | 5                                                                                                   | 5–7                                                                                          |
| Länge                 | 28,50 m                                                                                             | 28,50 m                                                                                      |
| Spannweite            | 55,24 m                                                                                             | 55,24 m                                                                                      |
| Höhe                  | 9,60 m                                                                                              | 8,00 m                                                                                       |
| Flügelfläche          | 300,50 m²                                                                                           | 300,50 m²                                                                                    |
| Flügelstreckung       | |                                                                                              |
| Nutzlast              | 11.000 kg                                                                                           |                                                                                              |
| Leermasse             | 27.000 kg                                                                                           | 29.600 kg                                                                                    |
| Startmasse            | 43.000 kg                                                                                           | 45.000 kg                                                                                    |
| Reisegeschwindigkeit  | 210 km/h                                                                                            |                                                                                              |
| Höchstgeschwindigkeit | 250 km/h                                                                                            | 285 km/h                                                                                     |
| Steigzeit auf 4000 m  | 35 min                                                                                              |                                                                                              |
| praktische Gipfelhöhe | 4700 m                                                                                              | 4800 m                                                                                       |
| Reichweite            | normal 700 km maximal 1100 km                                                                       | normal 1095 km                                                                               |
| Triebwerke            | 6 × luftgekühlte 14-Zylinder-Sternmotoren Gnome-Rhône 14N 48/49, je 1.180 PS (868 kW) Startleistung | 6 × Sternmotoren Gnôme-Rhône 14R, je 1.180 PS (868 kW)                                       |
| Bewaffnung            | 5 × 7,92-mm-MG 15 optional weitere 7,92-mm- oder 13-mm-MG in Seitenfenstern                         | 5 × 13-mm-MG 131 zwei zusätzliche Waffentürme im Rumpf mit 20-mm-MG 151/20 oder 13-mm-MG 131 |

## Verbleib
Von den etwa 200 produzierten Me 323 gibt es bisher nur ein wiederentdecktes Exemplar, das etwa fünf Kilometer von der nordsardinischen Küste entfernt bei La Maddalena in etwa 60 Metern Wassertiefe liegt. Es wurde am 26. Juli 1943 durch ein britisches Flugzeug abgeschossen und ist noch relativ gut erhalten.

## Film
- Der letzte Gigant. Auf der Suche nach Hitlers Riesenflugzeug. Dokumentarfilm, Deutschland, 2014, 42:51 Min., Buch und Regie: Thomas Staehler, Oliver Halmburger, Produktion: Loopfilm, ZDF, Reihe: ZDF-History, Erstsendung: 17. August 2014 bei ZDF, Inhaltsangabe von ARD, online-Video. U. a. mit dem Militärhistoriker Sönke Neitzel und mehreren Zeitzeugen, darunter Herta Salzmann, die Tochter von Arthur Busch.